# Chicago Joe et la Showgirl
Pour plus de détails, voir Fiche technique et Distribution.
Chicago Joe et la Showgirl (Chicago Joe and the Showgirl) est un film britannique réalisé par Bernard Rose, sorti en 1990

## Synopsis
Londres, 1944. Georgina Grayson et Ricky Allen n’auraient jamais du se rencontrer dans ce bar. Elle, jeune fille de 18 ans rêve de devenir une star ; lui, américain sans histoire effectue son service militaire. Mais Georgina est persuadée que Ricky est un dangereux gangster comme James Cagney ou Humphrey Bogart ces héros qui tapissent les murs de sa chambre de bonne. Ricky, lui, est fasciné par celle qui ne peut être qu'une future star. Alors, pour lui plaire, il va se conformer à l’idée qu’elle a de lui, et accomplir plusieurs méfaits uniquement pour briller aux yeux de la belle. De petits vols au meurtre, le pas est vite franchi. Leur arrestation dévoile la réalité : Georgina, s’appelle Betty Jones, elle est danseuse dans un cabaret minable ; Ricky, s’appelle Karl Hulton, il est déserteur de l’armée américaine.

## Fiche technique
- Titre : Chicago Joe et la Showgirl
- Titre original : Chicago Joe and the Showgirl
- Réalisation : Bernard Rose
- Scénario : David Yallop
- Images : Mike Southon
- Musique : Hans Zimmer et Shirley Walker
- Montage : Dan Rae
- Décors : Gemma Jackson
- Productions : Polygram
- Distributeur : Bac Films
- Pays d'origine :  Royaume-Uni
- Genre : Historique, drame, romance, thriller et guerre
- Durée : 103 minutes
- Dates de sortie : 
  -  États-Unis : 16 mai 1990 (Festival international du film de Seattle) / 27 juillet 1990 (sortie nationale)
  -  Allemagne de l'Ouest : 30 août 1990
  -  Japon : 3 novembre 1990
  -  France : 17 juillet 1991
  -  Espagne : 31 août 1995

## Distribution
- Emily Lloyd : Georgina Grayson
- Kiefer Sutherland : Ricky Allen
- Patsy Kensit : Joyce Cook
- Keith Allen : Lenny Bexley
- Liz Fraser : Mrs. Evans
- Alexandra Pigg : Violet
- Ralph Nossek : inspecteur Tansil
- Colin Bruce : Robert De Mott
- Roger Ashton-Griffiths : inspecteur Tarr
- Harry Fowler : Morry

## Commentaires
Inspiré d’une histoire vraie. Karl Hulton est le seul militaire américain à avoir été jugé pendant la Seconde Guerre mondiale, condamné à mort en janvier 1945 et exécuté le 8 mars 1945. Betty Jones a été graciée.